# Ritopek
Ritopek (cyr. Ритопек) – wieś w Serbii, w mieście Belgrad, w gminie miejskiej Grocka. W 2011 roku liczyła 2613 mieszkańców.